# Károlyfa
Károlyfa (korábban Korosecz, szlovénül: Korovci, vendül régen Korošci, németül: Grofenik) falu  Szlovéniában, Muravidéken, Pomurska régióban. Közigazgatásilag  Vashidegkúthoz tartozik.

## Fekvése
Muraszombattól 18 km-re északnyugatra, a Vendvidéki-dombság (Goričko) területén, közvetlenül a stájer határ mellett fekszik. Károlyfa házai sűrűn, egymás mellett állnak, közvetlenül a Vashidegkút-Görhegy út mentén. Szomszédai: Görhegy, Lendvakirályfa, Királyszék, Jegenyés, Vashidegkút, Ausztriában pedig Goritz bei Radkersburg és Pölten.
A falunak dűlői: az egyik Királyszék felé a Klavzel, neve német eredetű, amely feltehetően hasadékot akar jelenteni. A másik dűlő Görhegy felé pedig a Kotrman. Az északi oldalon csoportokban állnak az erdők, amelyekben több különféle fafaj van. Közismert, hogy a károlyfai erdő igen gazdag gombában és vadban is. A vashidegkúti vadászegyesületnek ma is kedvelt vadász területe. A középső területen található öt dülő (Kosmatice, Pod goro, V tali, Pod ogradi, Dolenja Poula) művelt területek. A Kučnica patak mellett rétek vannak. A házak mellett gyümölcsösök állnak.
A falu lakossága ma is foglalkozik mezőgazdasággal és különféle kis parcellákban műveli a földjét. Károlyfának, ahogy a legtöbb szlovéniai településnek is van önkéntes tűzoltó egyesülete.

## Története
Területén már a rézkorban éltek emberek, ezt bizonyítják az itt 1988-ban feltárt leletek.
A település első írásos említése 1366-ban történt. 1365-ben Széchy Péter fia Miklós dalmát-horvát bán és testvére Domonkos erdélyi püspök kapták királyi adományul illetve cserében a Borsod vármegyei Éleskőért, Miskolcért és tartozékaikért Felsőlendvát és tartozékait, mint a magban szakadt Omodéfi János birtokát. A település a későbbi századokon át is birtokában maradt a családnak. Az 1366-os beiktatás alkalmával részletesebben kerületenként is felsorolják az ide tartozó birtokokat, melyek között "Villa seu poss. Grofenyk" alakban szerepel. A Grofenik név ami annyit tesz a Grófok faluja. Feltehetően sok kisnemes élhetett a területen.
1499-ben „Korosecz” néven említik. Napjainkban is feltünően sok a Korošec család a környéken, ennek Korosecz nevű változata Magyarországon is előfordul. Kétségtelenül a Korosecz család fészke Károlyfa volt. Szerepel a falu az 1627-es egyházlátogatási jegyzőkönyvben is mint a muraszombati protestáns egyházközséghez tartozó település.
1685-ben a Széchyek fiági kihalásával Széchy Katalinnal kötött házassága révén Nádasdy Ferenc birtoka lett és később is a család birtoka maradt. 1778-ban a vashidegkúti katolikus plébániához tartozott, 162 katolikus lakosa volt, evangélikus nem volt. 1858-ban a vashidegkúti iskolába 12 károlyfai gyerek járt, 8 fiú és 4 lány. 1886-ban külön temetőt is kialakítottak a faluban, egész addig a lakosok Vashidegkútra temetkeztek.
Vályi András szerint " KOROSECZ. Kárlszdorf. Tót falu Vas Várm. földes Ura G. Nádasdi Uraság, lakosai katolikusok, fekszik Hidegkúthoz közel, mellynek filiája, határja is hozzá hasonlító."
Fényes Elek szerint " Korosecz, vindus falu, Vas vmegyében, a felső-lendvai uradalomban, 211 kath. lak."
Vas vármegye monográfiája szerint " Károlyfa, stájer határszéli község, 52 házzal és 310 r. kath. vallású vend lakossal. Postája Vas-Hidegkút, távírója Muraszombat."
A kiegyezés után modósították nevét Károlyfára. 1910-ben 308, túlnyomórészt szlovén lakosa volt. A trianoni békeszerződésig Vas vármegye Muraszombati járásához tartozott. 1919-ben átmenetileg a de facto Mura Köztársaság része lett. Még ebben az évben a Szerb–Horvát–Szlovén Királysághoz csatolták, ami 1929-től Jugoszlávia nevet vette fel. 1941-ben átmeneti időre ismét Magyarországhoz tartozott, 1945 után visszakerült jugoszláv fennhatóság alá. 1991 óta a független Szlovénia része. Lakosságának száma egyre csökken. 2002-ben 209 lakosa volt. Lakosainak egy része ma is evangélikus vallású.

## Nevezetességei
- Határában rézkori lelőhely található
- Szentlélek-kápolna
- Kulturális műemlék a faluban álló 1863-ban készített kőkereszt a tűzoltóság épülete mellett